# Accord de libre-échange de l'Asie du Sud

Pays membres de l'accord.

L'accord de libre-échange de l'Asie du Sud ou South Asian Free Trade Area (SAFTA) est un accord de libre-échange signé le 6 janvier 2004 lors d'un sommet de l'association sud-asiatique pour la coopération régionale (ASACR) à Islamabad. 
L'accord est entrée en vigueur le 7 août 2011. L'Inde et le Pakistan ratifient l'accord en 2009, et l'Afghanistan, qui est devenu membre de l'ASACR en 2007, en 2011.
Il fixe une zone de libre-échange entre les membres de l'ASACR, soit l'Afghanistan, le Bangladesh, le Bhoutan, l'Inde, les Maldives, le Népal, le Pakistan et le Sri Lanka. L'accord vise une réduction des droits douaniers entre les pays dès son entrée en application, pour atteindre des taux proches de zéro entre 2012 et 2016, selon les pays. L'accord fixe une liste de produits exclus de l'accord pour chaque pays. Ainsi, l'Afghanistan possède par exemple une liste de 1 056 produits exclus des réductions de tarifs douaniers.